# Sárszentmihály
Sárszentmihály är en ort i Ungern.   Den ligger i provinsen Fejér, i den västra delen av landet, 70 km sydväst om huvudstaden Budapest. Sárszentmihály ligger 108 meter över havet och antalet invånare är 2 824.
Terrängen runt Sárszentmihály är platt. Runt Sárszentmihály är det ganska tätbefolkat, med 100 invånare per kvadratkilometer. Närmaste större samhälle är Székesfehérvár, 6,8 km nordost om Sárszentmihály. Trakten runt Sárszentmihály består till största delen av jordbruksmark.